# Епархия Басанкусу
Епархия Басанкусу (лат. Dioecesis Basankusuensis) — епархия Римско-Католической церкви с центром в городе Басанкусу, Демократическая Республика Конго. Епархия Басанкусу входит в митрополию Мбандаки-Бикоро.

## История
28 июля 1928 года Римский папа Пий IX издал бреве «Cum etiam», которым учредил апостольскую префектуру Басанкусу, выдели его из апостольского викариата Нувель-Анвера (сегодня — Епархия Лисалы).
8 января 1948 года Римский папа Пий XII издал буллу «Ad potioris», которой апостольская префектура Басанкусу преобразовал в апостольский викариат.
14 июня 1951 года апостольский викариат Басанкусу передал часть своей территории для образования апостольской префектуры Исанги (сегодня — Епархия Исанги).
10 ноября 1959 года Римский папа Иоанн XXIII выпустил буллу «Cum parvulum», которой преобразовал апостольский викариат Басанкусу в епархию.

## Ординарии епархии
- епископ Gerardo Wantenaar M.H.M.[1] (2.02.1927 — 3.12.1951);
- епископ Willem van Kester M.H.M. (19.06.1952 — 18.11.1974);
- епископ Ignace Matondo Kwa Nzambi C.I.C.M. (18.11.1974 — 27.06.1998) — назначен епископом Молегбе;
- епископ Joseph Mokobe Ndjoku (9.11.2001 — по настоящее время).

## Источник
- Annuario Pontificio, Libreria Editrice Vaticana, Città del Vaticano, 2003, ISBN 88-209-7422-3
- Бреве Cum etiam, AAS 19 (1927), стр. 48  (лат.)
- Bolla Ad potioris, AAS 40 (1948), стр. 308  (лат.)
- Bolla Cum parvulum, AAS 52 (1960), стр. 372  (лат.)